# 假日海滩
假日海滩（英文：Holiday Beach）是位于中國海南省海口市滨海大道西沿线的一处海水浴场。海滩全长6000米，分为沙滩日浴区、海上运动区、海洋餐饮文化区和休闲度假区。